# Gurba (Rumunia)
Gurba – wieś w Rumunii, w okręgu Arad, w gminie Șicula. W 2011 roku liczyła 1134 mieszkańców. 